# مشروع شجرة الحياة على الإنترنت
مشروع شجرة الحياة على الإنترنت (بالإنجليزية: Tree of Life Web Project)، هو مشروع حي تناظري تأسس عام 1995 يعتمد مبداء مراجعة الأقران يهدف لجمع المعلومات حول علم الوراثة العرقية والتنوع الحيوي من علماء الأحياء من حول العالم وعرضه بطريقة تفاعلية على شبكة الإنترنت. تتصل صفحات الموقع هيكليا بشكل تشعبي كلاديسي. تحتوي كل صفحة على معلومات حول مجموعة معينة من المخلوقات الحية ومنظمة على شكل تشعبات شجرية، وبالتالي، تظهر علاقة كل مجموعة بالكائنات الأخرى. واجه المشروع بعض العقبات في التمويل مما قلص عدد المراجعين، لذلك، هناك بطء في رفع وتحديث المعلومات على الموقع.

## روابط خارجية
- الموقع الرسمي للمشروع
- أطروحة المشروع بنسق pdf (بالإنكليزية).
- نمو شجرة الحياة، مقالة تحليلية عن وضع المشروع عام 2006 نسخة محفوظة 12 يوليو 2019 على موقع واي باك مشين.